# 2人におまかせ!
『2人におまかせ!』（ふたりにおまかせ）は、八神ひろきによる日本の漫画作品。『月刊少年マガジン』（講談社）にて1987年2月号から1989年3月号まで連載された。単行本は、旧版と新装版が全6巻で、文庫版が全4巻。

## 概要
作者の八神ひろきにとってデビュー作であり、お色気シーンが多い作品。一話完結型式での執筆については「一話完結は（月刊では）一ヶ月で起承転結をつけねばならないので制作に時間がなく、描いていた時は良い思い出がない。一話完結で描いている漫画家を尊敬してしまう」と製作時の苦労を語っている。
後に刊行された新装版と文庫版の表紙では、純、さゆり、麻美といった女性キャラクターのキャラクターデザインがリニューアルされて描かれた。

## あらすじ
八曲署交通課に勤務する若手女性警官の草壁純と新しく配属された新人の川村さゆりのコンビが、毎回ブラとパンツ一枚にされながらも捜査課の特殊捜査に参加させられ、今日も凶悪事件解決に尽力する。

## 登場人物
川村 さゆり（かわむら さゆり）
新人婦警で純の後輩。川村コンツェルンのお嬢様でステレオタイプなぶりっ子。カッコよくて男らしい人なら誰でもという受身なタイプで、毎回助けに来てくれる先輩の純に好意を持ち、さらには主人と従者の関係になりたいと思っている。
草壁 純（くさかべ じゅん）
金髪ショートカットの婦警。姉御肌で、誰に対しても裏表がない性格。行動派で、体術を活かして犯人を数多く逮捕している。出会った直後こそ、お嬢様育ちの川村さゆりにペースを乱されて戸惑っていたものの、次第に相棒として認めて気にかけるようになっていく。
ラーメン、酒、バイクが好きで男勝りな性格。学生時代は不良少女だったが、パートナーの差で負けたテニス部の男主将に同情しペアを組み全国大会で優勝し更生した。
池上登場以降、急速に存在感が薄くなって行く。
池上 麻美（いけがみ あさみ）
両親に別れも告げず玉の輿を狙おうと新潟県から上京し、ミスコン荒らしをしていた女子大生。そのコンテストでさゆりに敗れ彼氏に貢ぐ予定だったハワイ旅行をご破算にされ破局した（しかし、彼氏からしたら都合の良い女性としか思われてなかった）ことからさゆりを逆恨みし、社会から抹殺しようと大会やイベントに表れ最終的には臍曲署所属の婦警になる。
ナルシスト（ただしAカップの貧乳）の目立ちたがりで、最終回ではテレビに映るというだけで現場に駆けつけ数コマだけ登場した。当時では珍しい褐色肌で新装版が出た1990年代はガングロブームで「自分の時代」と喜んでいた。
森村 祐介（もりむら ゆうすけ）
途中で加入し唯一男性陣でフルネームの役名がある新人刑事。さゆりより一年後輩。一本気で正義感もある純情な熱血漢。
展開的に噛ませ犬の役回りが多く、犯人と対峙しては怪我を負うが、おとり捜査でさゆりと公園でイチャつく役を貰うなんてことも。

## 書誌情報
- 八神ひろき 『2人におまかせ』 講談社〈マンスリーマガジンKC〉、全6巻
  1. 1987年6月17日発売、ISBN 4-06-302211-0
  2. 1987年9月17日発売、ISBN 4-06-302219-6
  3. 1988年1月16日発売、ISBN 4-06-302228-5
  4. 1988年5月17日発売、ISBN 4-06-302240-4
  5. 1988年9月11日発売、ISBN 4-06-302251-X
  6. 1989年3月17日発売、ISBN 4-06-302265-X
- 八神ひろき 『2人におまかせ』 講談社〈ミスターマガジンKC〉、全6巻
  1. 1997年8月7日発売、ISBN 4-06-328177-9
  2. 1997年9月9日発売、ISBN 4-06-328180-9
  3. 1997年10月9日発売、ISBN 4-06-328182-5
  4. 1997年12月9日発売、ISBN 4-06-328191-4
  5. 1998年1月9日発売、ISBN 4-06-328194-9
  6. 1998年2月9日発売、ISBN 4-06-328196-5
- 八神ひろき 『2人におまかせ』 講談社〈講談社漫画文庫〉、全4巻
  1. 2002年5月10日発売、ISBN 4-06-360241-9
  2. 2002年5月10日発売、ISBN 4-06-360242-7
  3. 2002年6月12日発売、ISBN 4-06-360280-X
  4. 2002年6月12日発売、ISBN 4-06-360281-8
- 八神ひろき 『2人におまかせ―Super remix』 講談社〈KCデラックス〉
  1. 1998年8月発売、ISBN 4-06-333964-5
- 八神ひろき 『G-taste mini 2人におまかせ編』 講談社〈アッパーズKCDX〉
  1. 2002年7月9日発売、ISBN 978-4-06-335116-3